# Мотта-де-Конти
Мотта-де-Конти (итал. Motta de' Conti, пьем. La Mòta) — коммуна в Италии, располагается в регионе Пьемонт, в провинции Верчелли.
Население составляет 851 человек (2008 г.), плотность населения составляет 77 чел./км². Занимает площадь 11 км². Почтовый индекс — 13010. Телефонный код — 0161.
В коммуне 25 марта особо празднуется Благовещение Пресвятой Богородицы. Покровителями коммуны почитается святой Иоанн Креститель.

## Демография
Динамика населения:

## Администрация коммуны
- Официальный сайт: